# U-Bahnhof Ochsenzoll

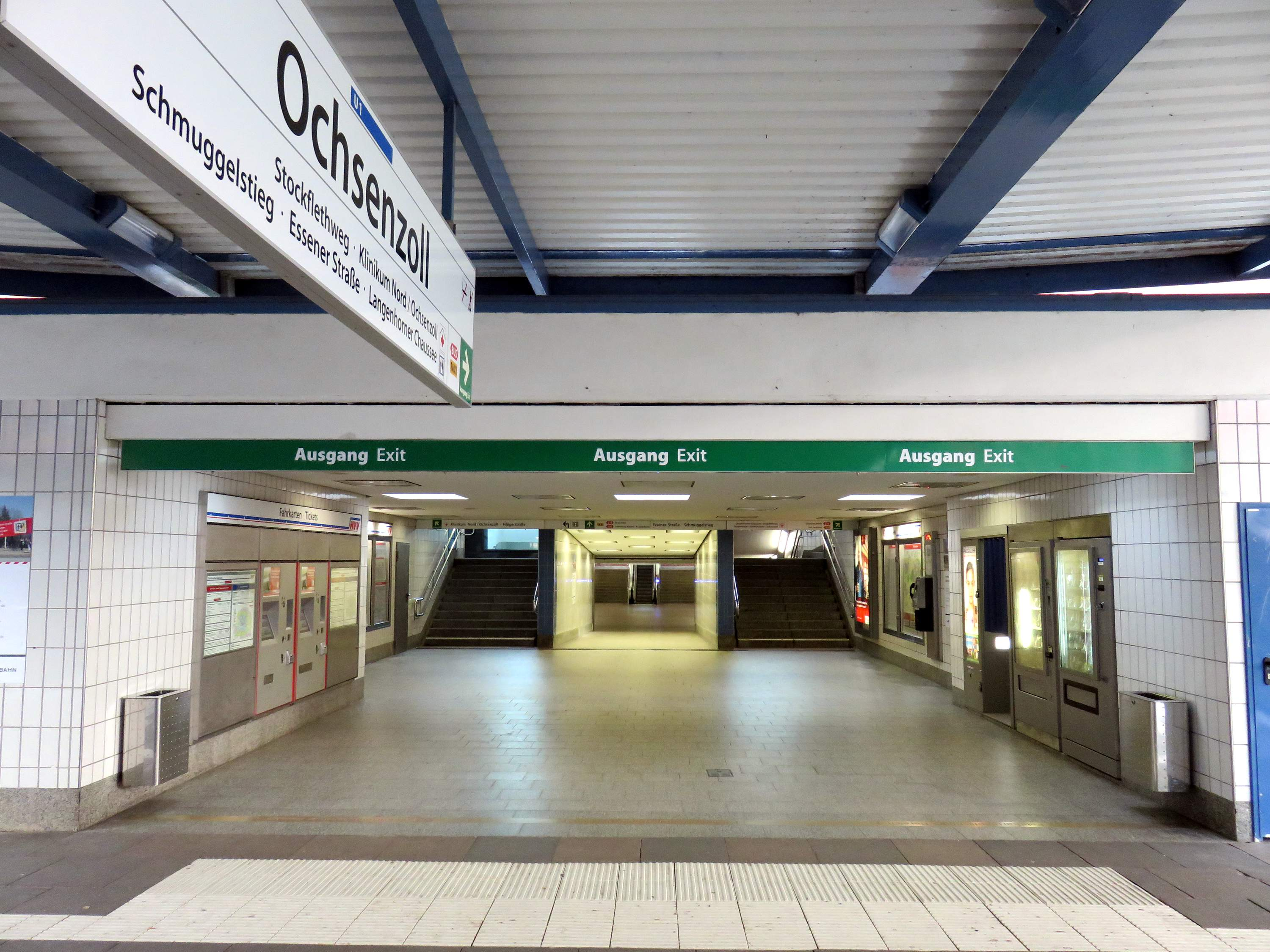
Schalterhalle von 1965 nach Ausbau der Sperrenanlage, links, wo heute die Fahrkartenautomaten sind, befand sich der Fahrkartenschalter, rechts daneben befand sich ein Passimeter mit den verschiedenen Einzelpreis-Fahrkartenautomaten an drei Außenseiten für die einzelnen Preisstufen, rechts davon die Trittplatten-gesteuerten Ausgangssperren

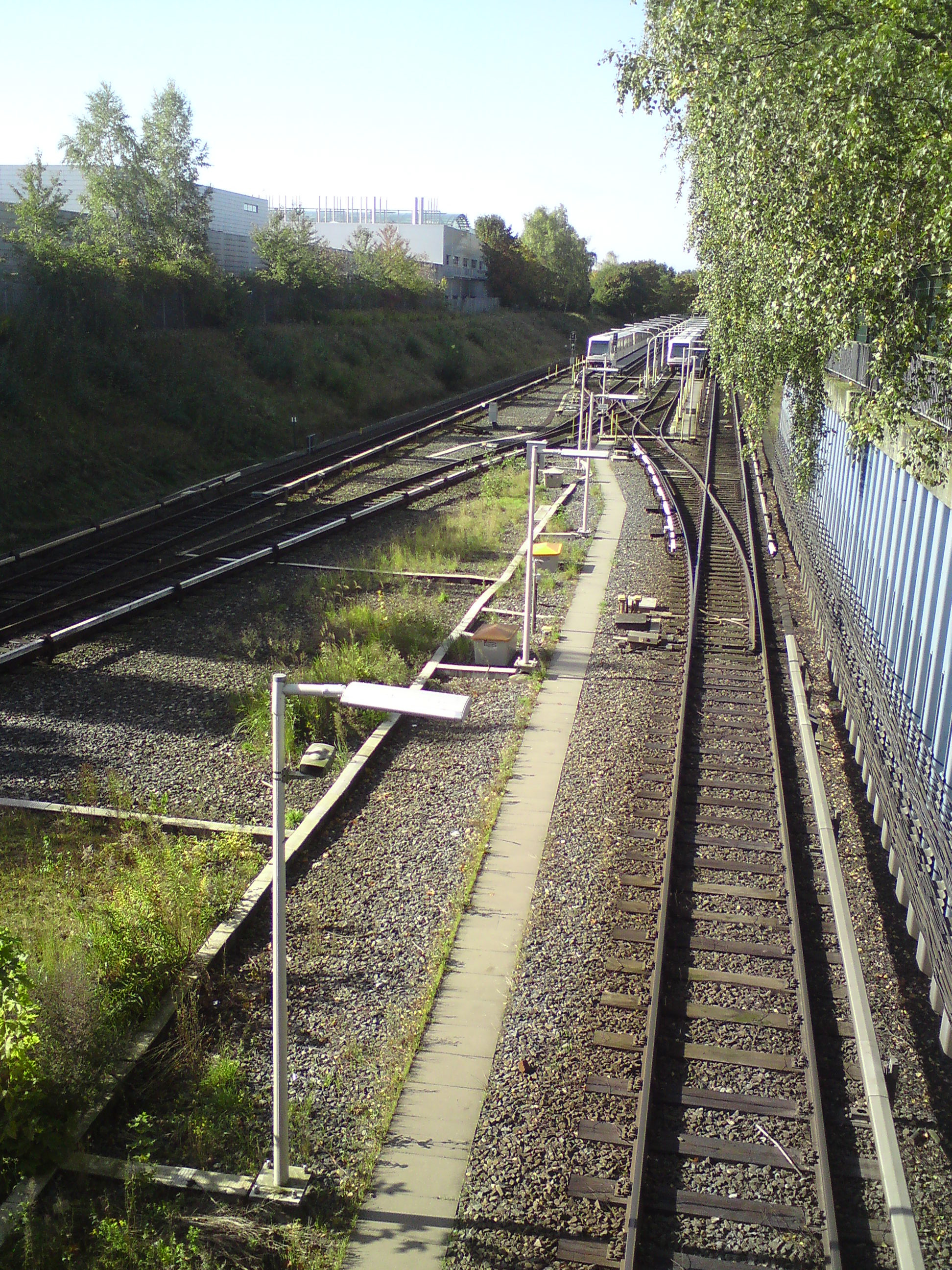
U-Bahnhof Ochsenzoll, Zufahrt zur westlichen Abstellanlage; rechts der Spundwand befand sich früher der Bahnsteig der ANB (oben)

Der U-Bahnhof Ochsenzoll ist ein Bahnhof der Hamburger U-Bahn der Linie U1 im Quartier Ochsenzoll in Hamburg-Langenhorn. Das Kürzel der Station bei der Betreiber-Gesellschaft Hamburger Hochbahn lautet „OZ“. Der Bahnhof war bis 1969 Endstation der Linie U1, bevor diese nach Garstedt verlängert wurde. Täglich steigen hier durchschnittlich 9100 Personen ein und aus (mo–fr, 2020).

## Geschichte
Der Bahnhof wurde als nördliche Endhaltestelle der Langenhorner Bahn erbaut und mit jener provisorisch am 5. Januar 1918 in Betrieb genommen und zunächst mit Dampfzügen bedient. Der elektrische Betrieb begann am 1. Juli 1921. Der früher direkt nördlich der U-Bahn-Station auf Straßenniveau befindliche Güterbahnhof der Eisenbahn wurde seit den 1990er Jahren nicht mehr als solcher genutzt und Mitte der 2000er Jahre zurückgebaut. Von 1953 bis 1967 endete auf der gegenüberliegenden westlichen Seite der Langenhorner Chaussee die Alsternordbahn (ANB). Die von Ulzburg über Friedrichsgabe und Garstedt kommende, mit zunächst mit Akku-Triebwagen, später mit MAN-Schienenbussen betriebene Vorortbahn wurde hier Ende Mai 1969 durch die bis zum neuen Tunnelbahnhof Garstedt verlängerte U-Bahn-Linie U1 ersetzt. 1996 wurde die U-Bahn bis Norderstedt Mitte verlängert.
Die U1-Züge endeten während des durchgehenden Nachtverkehrs in den Wochenendnächten in Hamburg bis Dezember 2008 am Ochsenzoll, dem nördlichsten Bahnhof dieses U1-Astes innerhalb der Hamburger Stadtgrenze. Seitdem fahren alle Züge des Nachtverkehrs im 20-Minuten-Takt weiter bis zur Endstation Norderstedt Mitte. In Ochsenzoll werden in den Morgen- und Abendstunden Züge ein- bzw. ausgesetzt.
Seit November 2015 ist die Station barrierefrei ausgebaut.

## Aufbau und Lage
Der Bahnhof wurde in offener Bauweise erstellt und liegt in einfacher Tieflage. Das bis zum großen Umbau des Bahnhofs 1963–1965 vorhandene ursprüngliche Zugangsbauwerk ähnelte denen von Fuhlsbüttel oder Langenhorn Markt (damals Langenhorn Mitte) vor deren Umgestaltungen. Nach Abriss des alten Empfangsgebäudes 1963 und provisorischen Zwischenbauzuständen aus Holz wurde im September 1964 der neue, etwas tiefer gelegte und total umgebaute Bahnhof mit großer Schalterhalle auf Bahnsteigebene am alten Platz in Betrieb genommen. Dieser war nötig, damit die spätere Verlängerung nach Garstedt möglich werden konnte. Die Gleise mussten unter der querenden Langenhorner Chaussee hindurch geführt werden. Das neue Zugangsbauwerk im damals üblichen Stil (wie z. B. der Bahnhof Hagenbecks Tierpark) erhielt ebenfalls eine Querungsmöglichkeit für Fußgänger zwischen den beiden Gleisen und jeweils zwei Zugänge östlich und westlich der Chaussee, bei letzterem sogar mit einer zusätzlichen Fahrtreppe in der Mitte.
Westlich der Langenhorner Chaussee befand sich der damals stark frequentierte Busbahnhof (mit vielen Buslinien der VHH (u. a. nach Pinneberg über Garstedt und Schnelsen bzw. über Quickborn, nach Kisdorf über Harksheide und Henstedt sowie nach Wakendorf II über Glashütte und Tangstedt), der Postbus-Linie nach Bad Segeberg, der Autokraft-Linie nach Bad Oldesloe und der verlängerten HHA-Schnellbuslinie 31) und die Endstation der ANB.
Südlich des früheren ANB-Bahnhofs Ochsenzoll befindet sich seit 1965 die westliche Abstellanlage der U-Bahn mit drei Gleisen zwischen den beiden Streckengleisen. Am östlichen Ende des U-Bahnhofs Ochsenzoll liegt eine ausgedehnte Gleisharfe, die als große Abstellanlage genutzt wird. Neben dem nördlichen Streckengleis lag auf der Höhe des Bahnsteigs bis in die 2000er Jahre ein weiteres drittes Gleis, das früher als Ausziehgleis zum Rangieren der Bauzüge bzw. deren Loks auch auf das Gleisvorfeld des höher gelegenen Güterbahnhofs diente. Bis in die 1960er Jahre waren diese Gleise mit einer Oberleitung versehen (Inselbetrieb). Die Hochbahn hatte am Ostende des Güterbahnhofs ein Gleis- und Materiallager, das sich nach Aufgabe des Geländes jetzt in Ohlsdorf befindet.
In Ochsenzoll befindet sich auch eine Streckenzentrale der Hamburger Hochbahn. Sie ist zuständig für den Betrieb auf der Linie U1 zwischen Norderstedt Mitte und Stephansplatz. Aus der Streckenzentrale werden dazu mehrere Stellwerke ferngesteuert, ein Elektronisches Stellwerk darunter befindet sich direkt an der Station Ochsenzoll. Das in den 1960er Jahren südlich der Weichen der östlichen Abstellanlage aufgebaute Stellwerk, das mit gelben Aluplatten verkleidet war, wurde schon längst wieder abgebaut. 
| Linie | Verlauf |
| ----- | --- |
| U 1   | Norderstedt Mitte – Richtweg – Garstedt – Ochsenzoll – Kiwittsmoor – Langenhorn Nord – Langenhorn Markt – Fuhlsbüttel Nord – Fuhlsbüttel – Klein Borstel – Ohlsdorf – Sengelmannstraße (City Nord) – Alsterdorf – Lattenkamp (Sporthalle) – Hudtwalckerstraße – Kellinghusenstraße – Klosterstern – Hallerstraße – Stephansplatz (Oper/CCH) – Jungfernstieg – Meßberg – Steinstraße – Hauptbahnhof Süd – Lohmühlenstraße – Lübecker Straße – Wartenau – Ritterstraße – Wandsbeker Chaussee – Wandsbek Markt – Straßburger Straße – Alter Teichweg – Wandsbek-Gartenstadt – Trabrennbahn – Farmsen – Oldenfelde – Berne – Meiendorfer Weg – Volksdorf / Streckenast Ohlstedt – Buckhorn – Hoisbüttel – Ohlstedt \ Streckenast Großhansdorf – Buchenkamp – Ahrensburg West – Ahrensburg Ost – Schmalenbeck – Kiekut – Großhansdorf |